# Миракл, Кайла
Кайла Коллин Кийоко Миракл (англ. Kayla Colleen Kiyoko Miracle; род. 26 апреля 1996, Блумингтон, Индиана) — американская женщина-борец вольного стиля, призёр чемпионата мира, победитель Панамериканского чемпионата, участница Олимпийских игр 2020 года.

## Карьера
Выступает за кемпбеллсвилльский университет, специализируется на спортивном менеджменте. Миракл — двукратная чемпионка Открытого чемпионата США в 2017 и 2018 годах. Она выиграла чемпионаты университетов в 2015, 2016 и 2017 годах. Она выиграла Klippan Lady Open 2018 в Швеции. В 2015 году она выиграла в финале Женской ассоциации борцовской борьбы в Сент-Луисе, штат Миссури. Она является четвёртым борцом, выигравшим четыре национальных титула Ассоциации женской университетской борьбы.
В феврале 2020 году в Оттаве она выиграла серебряную медаль на Панамериканском квалификационном турнире в весовой категории до 62 кг и завоевала лицензию на Олимпийские игры в Токио.
В настоящее время она тренируется в клубе борьбы «Соколиный глаз» в Айова-Сити, штат Айова.
13 февраля 2018 года она была названа спортсменкой недели США по борьбе. В июле 2021 года она была выбрана сборной США для участия в летних Олимпийских играх 2020 года. На Олимпиаде уступил в первом поединке Лун Цзя из Китая (2:3), и выбыла из турнира, заняв 10 место.
На чемпионате мира 2021 года, который состоялся в норвежской столице в городе Осло, американская спортсменка завоевала серебряную медаль. В финале уступила спортсменке из Киргизии Айсулуу Тыныбековой.

## Личная жизнь
Кайла — открытая лесбиянка и первая олимпийская женщина-борец ЛГБТ.

## Достижения
- Панамериканский чемпионат по борьбе 2020 — ;
- Панамериканские игры 2019 — ;
- Панамериканский чемпионат по борьбе 2020 — ;
- Панамериканский чемпионат по борьбе 2021 — ;
- Олимпийские игры 2020 — 12;
- Чемпионат мира по борьбе 2021 — ;
- Панамериканский чемпионат по борьбе 2023 — ;
- Панамериканский чемпионат по борьбе 2024 — ;